# Afganistan na Mistrzostwach Świata w Lekkoatletyce 2023
Afganistan na Mistrzostwach Świata w Lekkoatletyce 2023 – reprezentacja Afganistanu podczas mistrzostw świata w Budapeszcie liczyła jednego zawodnika. Wystąpił on pod flagą Islamskiej Republiki Afganistanu, gdyż World Athletics nie uznaje symboliki Talibów kontrolujących kraj od 2021.

## Skład reprezentacji

### Mężczyźni
| Zawodnik    | Konkurencja   | Preeliminacje | Preeliminacje | Eliminacje | Eliminacje | Półfinał | Półfinał | Finał | Finał   | Źródło |
| Zawodnik    | Konkurencja   | Wynik         | Pozycja       | Wynik      | Pozycja    | Wynik    | Pozycja  | Wynik | Pozycja | Źródło |
| ----------- | ------------- | ------------- | ------------- | ---------- | ---------- | -------- | -------- | ----- | ------- | ------ |
| Said Gilani | bieg na 100 m | DNF           | DNF           | NQ         | NQ         | NQ       | NQ       | NQ    | NQ      | [ 1 ]  |